# Kecamatan Dukuhwaru
Kecamatan Dukuhwaru är ett distrikt i Indonesien.   Det ligger i provinsen Jawa Tengah, i den västra delen av landet, 260 km öster om huvudstaden Jakarta.